# Österreichische Gesellschaft für Ernährung
Die Österreichische Gesellschaft für Ernährung (ÖGE) ist ein 1951 gegründeter, eingetragener und gemeinnütziger Verein mit Sitz der Hauptgeschäftsstelle in der AGES in Wien. Der Verein verfolgt seine Ziele allein aufgrund der Erkenntnisse der einschlägigen Wissenschaft, frei von wirtschaftlichen und politischen Interessen. Laut Satzungen zählt dazu die „Förderung von Forschung, Lehre und Information auf dem Gesamtgebiet der Ernährung“ in Österreich. Der Verein hat aktuell rund 1000 Mitglieder, davon 85 % Einzelmitglieder und 15 % öffentliche und private Institutionen, Wirtschaftsverbände und Firmen.
Sechs gewählte Vorstandsmitglieder vertreten die Gesellschaft. Das Präsidium besteht aus dem Präsidenten, zwei Vizepräsidenten und dem Vorsitzenden der ICC-Austria. Durch die Kooption weiterer Vorstandsmitglieder ist die Vertretung wichtiger Disziplinen der Ernährungs-, Lebensmittel- und medizinischen Wissenschaften gewährleistet.
- Präsident: Karl-Heinz Wagner
- 1. Vizepräsidentin: Sandra Holasek
- 2. Vizepräsidentin: Regine Schönlechner

Die ÖGE ist Herausgeber des Fachmagazins „Ernährung aktuell“. Die Fachzeitschrift erscheint viermal jährlich und wendet sich mit aktuellen Ergebnissen wissenschaftlicher Untersuchungen sowohl an Forscher als auch Ernährungsfachkräfte. Die ÖGE führt regelmäßig Fort- und Weiterbildungsveranstaltungen für Fachexperten durch, stellt eine wichtige Informationsquelle für Medien dar, bietet wissenschaftlich fundierte Verbraucherinformationen und betreut wissenschaftliche Projekte. Vorstandsmitglieder der ÖGE wirken aktiv in beratender Funktion in zahlreichen öffentlichen Gremien und Institutionen mit.  
Sie vergibt seit 2007 ein Gütesiegel für nährstoffoptimierte Speisenqualität in  der Gemeinschaftsverpflegung in Zusammenarbeit mit der Deutschen Gesellschaft für Ernährung.
Eine „Ernährungsakademie“ als Fortbildungsinitiative wendet sich vor allem an Pädagogen und Pädagoginnen in Kindergärten, Schulen und Tagesbetreuungseinrichtungen, um deren Kompetenzen im Bereich der Ernährung zu fördern und sie in ihrer Arbeitspraxis zu unterstützen.
Die ÖGE ist Mitglied der Österreichischen Nationalen Ernährungskommission (NEK), der International Union of Nutritional Sciences (IUNS) sowie der Federation of European Nutrition Societies (FENS). Partnerorganisationen sind die Deutsche Gesellschaft für Ernährung (DGE) sowie die Schweizerische Gesellschaft für Ernährung (SGE/SSN), mit denen gemeinsam Drei-Länder-Tagungen durchgeführt werden. Langjährige Kooperationen bestehen mit der AGES, dem BM für Arbeit, Soziales, Gesundheit und Konsumentenschutz sowie dem BM für Nachhaltigkeit und Tourismus. 